# فرانسوا منار
فرانسوا منار (به فرانسوی: François Maynard) شاعر قرن شانزدهم میلادی اهل فرانسه است.